# Tchoracochirus decanus
Tchoracochirus decanus – gatunek chrząszcza z rodziny kusakowatych i podrodziny Osoriinae.
Gatunek ten opisany został w 1982 roku przez Debashisa Biswasa i Tapana Sen Guptę.
Ciało długości 5,6 mm (holotyp), błyszczące, czarne z rudobrązowymi żuwaczkami, głaszczkami, pokrywami i odnóżami. Czułki czarne z wierzchołkami dwóch pierwszych członów rudymi. Głowa, mała, poprzeczna, o ciemieniu wyniesionym i pośrodku bruzdkowanym, grzbietowej okolicy regiony zaocznego delikatnie punktowanej, raczej niepunktowanym nadustku z dwoma ząbkami, zwyczajnie ukształtowanych żeberkach czułkowych, a oczach małych i niewystających. Pokrywy poprzeczne, delikatnie i rzadko punktowane.
Chrząszcz ten znany jest z indyjskich stanów Kerala i Tamilnadu.